# Khanate
Ne doit pas être confondu avec Khanat.
Khanate, prononcé khan-eight, est un groupe de drone doom et metal expérimental américain, originaire de New York, dans l'État de New York. Le groupe joue une musique extrêmement lente, pesante et ténébreuse. Le 24 septembre 2006, James Plotkin annonce la dissolution du groupe, due au « manque d'implication de certains membres ». Ils se reforment en 2009 avant de se séparer de nouveau en 2010.

## Biographie
Khanate est formé en 2001, lorsque Stephen O'Malley et James Plotkin se rencontrent en 2000 lors d'un concert d'Isis à New York par le biais de Dave Witte (de Discordance Axis). Ils font eux-mêmes la rencontre du groupe Shadowcast qui existe depuis 2000. Durant leur existence, le guitariste Stephen O’Malley admet que le groupe n'a « jamais attiré les foules. »
En 2003, le groupe publie son deuxième album studio, Things Viral. Le 24 septembre 2006, le groupe annonce sa séparation.
Khanate revient en 2009, et publie son troisième album studio, intitulé Clean Hands Go Foul en janvier au label Hydra Head Records. Clean Hands Go Foul est publié sous formats CD et vinyle, ce dernier qui comprend une version éditée de la chanson Every God Damn Thing. L'album en version longue est de 59:57 minutes. En 2010, le groupe se sépare de nouveau.

## Membres

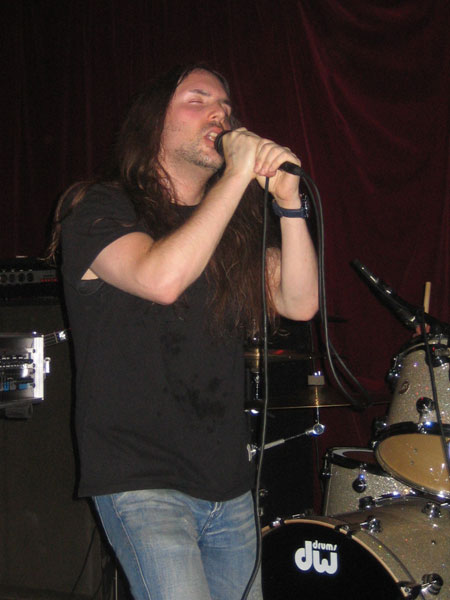
Alan Dubin.

- Alan Dubin (en) - chant
- Stephen O'Malley - guitare
- James Plotkin - basse
- Tim Wyskida - batterie

## Discographie

### Albums studio
- 2001 : Khanate
- 2003 : Things Viral
- 2005 : Capture and Release
- 2009 : Clean Hands Go Foul
- 2023 : To Be Cruel

### Albums live
- 2002 : Live WFMU 91.1
- 2004 : Let Loose the Lambs (DVD ; limité à 230 exemplaires)
- 2004 : KHNT vs. Stockholm
- 2004 : Live Aktion Sampler 2004
- 2005 : It's Cold When Birds Fall from the Sky (limité à 500 exemplaires)

### Autres
- 2003 : No Joy (Remix)
- 2005 : Dead/Live Aktions